# Alain Garrigou
Pour les articles homonymes, voir Garrigou.
Alain Garrigou, né le 10 juin 1949[Où ?], est un universitaire français. Professeur des universités en science politique à l'université Paris-Nanterre, il collabore également au Monde diplomatique.

## Biographie

### Jeunesse et études
Alain Garrigou suit des études d'histoire. Il est reçu à l'agrégation d'histoire en 1975. Il est titulaire d'un doctorat en science politique (université Bordeaux-I, 1979).

### Parcours professionnel
Il fait partie des chercheurs français critiques à l'égard des usages politiques des sondages d'opinion. Il a d'ailleurs fondé l'Observatoire des sondages dans le but de décortiquer et dénoncer leur visée manipulatrice.
Chercheur critique (dans le sillage de Pierre Bourdieu) et attentif à la socio-histoire (dans la perspective de Norbert Elias), il cherche à contribuer à la compréhension des ressorts cachés de la domination.
Il a été professeur de science politique à l'université Paris X-Nanterre de 1992 à 2000.
Il a été nommé le 18 avril 2017 membre de la Commission des sondages.

## Publications

### Ouvrages
- Manuel anti-sondages. La démocratie n'est pas à vendre (Alain Garrigou et Richard Brousse -  Observatoire des sondages), Montreuil, La Ville brûle, 2011, 176 pages.
- Mourir pour des idées : La vie posthume d'Alphonse Baudin, Paris, Les Belles Lettres, collection : L'histoire de profil, 2010, 310 pages.
- Les secrets de l'isoloir, Lormont, éditions Le bord de l'eau, 2012, 76 p. (ISBN 978-2-35687-172-5, présentation en ligne)
- L'Ivresse des sondages, Paris, La Découverte, 2006, 122 pages.
- Histoire sociale du suffrage universel en France, 1848-2000, Paris, Points-Seuil, 2002, 366 pages.
- Les Élites contre la République. Sciences Po et l'ÉNA, Paris, La Découverte, 2001, 242 pages.
- La santé dans tous ses états (dir.), Paris, Atlantica, 2000.
- Norbert Elias la politique et l'histoire (Alain Garrigou et Bernard Lacroix, dir.), Paris, La Découverte, 1997, 314 pages.
- Le Vote et la vertu, comment les Français sont devenus électeurs, Paris, Presses De Sciences Po, 1992, 288 pages.
- avec Jean-Pierre Augustin, Le rugby démêlé : essai sur les associations sportives, le pouvoir et les notables. Le Mascaret, Bordeaux, 359 p.

### Articles
- « Élections sans électeurs : Une lente agonie démocratique », Le Monde diplomatique,‎ juillet 2009 (lire en ligne)
- « Voter plus n’est pas voter mieux : Multiplication des projets de référendum », Le Monde diplomatique,‎ août 2016 (lire en ligne)
- « La grande illusion de la paix par le commerce : Norman Angell, une vision naïve de l’histoire », Le Monde diplomatique,‎ juin 2020 (lire en ligne)
- Paul Conte: Le retour des dieux et des héros, paulconte.fr, June 9, 2021